# Har Gobind Khorana

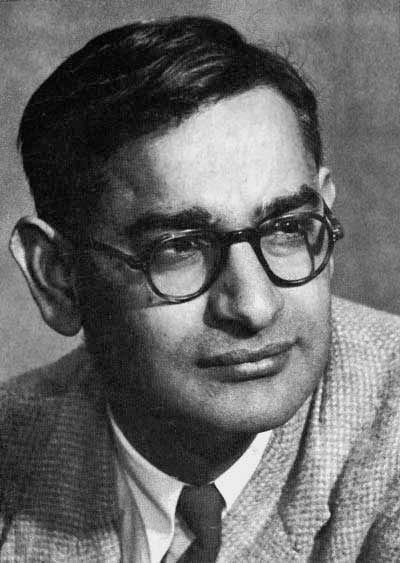
Har Gobind Khorana

Har Gobind Khorana (* wahrscheinlich 9. Januar 1922 in Raipur, Punjab (im heute pakistanischen Teil); † 9. November 2011 in Concord, Massachusetts) war ein indisch-US-amerikanischer Biochemiker und Molekularbiologe. 1968 wurde er mit dem Nobelpreis für Physiologie oder Medizin ausgezeichnet.
Khorana gelang 1970 als erstem die künstliche Synthese eines Gens. Er lieferte wesentliche Arbeiten für die Entzifferung des genetischen Codes. Marshall Warren Nirenberg und Heinrich Matthaei hatten durch das grundlegende Poly-U-Experiment hierfür den Ausgangspunkt gelegt.

## Leben
Khorana wurde im damaligen Britisch-Indien geboren. Sein Geburtsort liegt im heute zu Pakistan gehörenden Teil des Punjab. Sein genaues Geburtsdatum ist nicht bekannt, in den Dokumenten wurde später der 9. Januar 1922 eingetragen. Er stammte aus einer Hindu-Familie, die nach der Teilung Britisch-Indiens aus dem neu gegründeten muslimischen Staat Pakistan fliehen musste. Obwohl die Familie sehr arm war, achtete sein Vater sehr auf die Ausbildung seiner Kinder, so dass seine Familie praktisch die einzige am Ort war, in der alle lesen und schreiben konnten. Nach der Schulausbildung studierte Khorana an der University of the Punjab in Lahore und schloss das Studium mit einem Master-Titel (M.Sc.) ab. 1945 ging er mit einem Stipendium nach England, um eine Doktorarbeit an der University of Liverpool zu beginnen. Nach Erwerb des Doktorgrades (Ph.D.) 1948 arbeitete er bis 1949 zwei Jahre an der Eidgenössischen Technischen Hochschule Zürich bei Vladimir Prelog und danach zwei Jahre in Cambridge, wo er sich vor allem auf die Forschung an Nukleinsäuren und Proteinen konzentrierte. 1952 ging er an die Universität von British Columbia in Vancouver, wo er seine Forschungen an Nukleinsäuren fortsetzte. 1960 wechselte er an die University of Wisconsin–Madison. Er wurde 1966 US-amerikanischer Staatsbürger und war seit 1970 Professor für Biologie und Chemie am Massachusetts Institute of Technology (MIT).
Khorana war ab 1952 mit Esther Elizabeth Sibler († 2001) verheiratet. Das Paar bekam zwei Töchter und einen Sohn.

## Wissenschaftliche Leistung
Die bedeutendste Leistung von Khoranas und Mitarbeitern liegt in der Entzifferung des genetischen Codes. Nachdem Nirenberg und Matthaei in ihrem Poly-U-Experiment bewiesen hatten, dass die Basenfolge UCU für die Aminosäure Serin und CUC für Leucin codiert, synthetisierten Khorana und sein Team in systematischer Abfolge viele verschiedene Boten-RNAs und konnten so bestimmen, welche Basenfolge für welche Aminosäure codierte. Z. B.
UACUACUACUACUACUAC… → UAC UAC UAC, oder ACU ACU ACU, oder CUA CUA CUA, was den Aminosäuren Tyrosin, Threonin und Leucin entspricht.
Khoranas Arbeitsgruppe fand auch heraus, dass UAG, UAA, und UGA nicht für Aminosäuren codieren, sondern sogenannte „Stopcodons“ sind.
Viele noch heute verwendete Techniken in der Oligonukleotid-Synthese wurden in der Gruppe von Khorana Ende der 1950er und Anfang der 1960er Jahre entwickelt (wie die Verwendung von Schutzgruppen).
Mit Kjell Kleppe und anderen legte er 1971 in einem Aufsatz die Grundlagen der späteren Polymerase-Kettenreaktion (Vervielfältigung von DNA-Abschnitten mit DNA-Polymerasen).

## Ehrungen
1966 wurde Khorana in die National Academy of Sciences, 1967 in die American Academy of Arts and Sciences und 1973 in die American Philosophical Society gewählt.
Für seine Arbeiten erhielt Khorana 1968 zusammen mit Marshall Warren Nirenberg und Robert W. Holley den Nobelpreis für Physiologie oder Medizin. Im selben Jahr wurde er mit dem Albert Lasker Award for Basic Medical Research und dem Louisa-Gross-Horwitz-Preis ausgezeichnet, zudem wurde er Mitglied Deutschen Akademie der Naturforscher Leopoldina. 1969 wurde ihm der zweithöchste indische Staatspreis, der Padma Vibhushan, verliehen. 1980 erhielt Khorana einen Gairdner Foundation International Award, 1987 die National Medal of Science.